# Miss Italia 1993

Arianna David

Miss Italia 1993 si è svolta a Salsomaggiore Terme in due serate: il 3 e 4 settembre 1993. Il concorso è stato condotto da Fabrizio Frizzi, in diretta da Salsomaggiore Terme. Presidente della giuria artistica è Franco Nero, che ha incoronato la vincitrice del concorso, la ventenne Arianna David di Roma. La sua vittoria suscitò diverse polemiche, dato che la David in precedenza era già apparsa in televisione come valletta per varie trasmissioni tra cui Il grande gioco dell'oca, perché prima degli anni 2000 le Miss per partecipare al concorso e vincerlo non dovevano aver fatto le modelle o partecipato a programmi televisivi 

## Piazzamenti
| Risultato finale     | Concorrente          |
| -------------------- | -------------------- |
| Miss Italia 1993     | - – Arianna David    |
| Seconda classificata | - – Tania Piga       |
| Terza classificata   | - – Erika Rossi      |
| Miss Eleganza        | - – Arianna David    |
| Miss Cinema          | - – Erika Rossi      |
| Miss Sorriso         | - – Marisa Cambriani |
| Miss Linea Sprint    | - – Silvia Rondoni   |
| Miss Wella           | - – Dajana Rotta     |
| Miss Bizarre         | - – Tania Piga       |

## Finaliste
1) Patrizia Roman (Miss Lombardia)

2) Elisa Maria Degano (Miss Friuli Venezia Giulia)

3) Annalisa Grasselli (Miss Emilia)

4) Rossella Angeli (Miss Romagna)

5) Silvia Rondoni (Miss Toscana)

6) Armida Ferrari (Miss Lazio)

7) Arianna David (Miss Roma)

8) Ilaria Migliaccio (Miss Campania)

9) Luisa Mellino (Miss Calabria)

10) Deana Girardi (Miss Eleganza Romagna)

11) Erika Rossi (Miss Eleganza Toscana)

12) Scileili Tajariol (Miss Modella Domani Lombardia)

13) Daniela Paolucci (Miss Modella Domani Romagna)

14) Romina Roggi (Miss Modella Domani Toscana)

15) Maria Rosaria Ranucci (Miss Modella Domani Lazio)

16) Marisa Cambriani (Miss Linea Sprint Friuli Venezia Giulia)

17) Susy Agnolini (Miss Linea Sprint Toscana)

18) Federica Mattioli (Miss Linea Sprint Umbria)

19) Erika Orrù (Miss Linea Sprint Lazio)

20) Tiziana Motta (Miss Linea Sprint Campania)

21) Pasquina Tassone (Miss Linea Sprint Calabria)

22) Simona Caponnetto (Miss Ragazze in Gambissime Lombardia)

23) Chiara Tartari (Miss Ragazze in Gambissime Veneto)

24) Laura Balbusso (Miss Ragazze in Gambissime Friuli Venezia Giulia)

25) Simona Casali (Miss Ragazze in Gambissime Emilia)

26) Raffaella Mazzanti (Miss Ragazze in Gambissime Romagna)

27) Barbara Latini (Miss Ragazze in Gambissime Lazio)

28) Michela Begala (Miss Ragazze in Gambissime Sardegna)

29) Giuliana Toldo (Miss Wella Veneto)

30) Arianna Lazzaro (Miss Wella Emilia)

31) Stefania Ciliberti (Miss Wella Campania)

32) Tania Piga (Miss Bizarre Piemonte)

33) Sonia Borsi (Miss Bizarre Liguria)

34) Ramona Fiorini (Miss Bizarre Emilia)

35) Eleonora Bottazzi (Miss Bizarre Romagna)

36) Dajana Rotta (Miss Bizarre Toscana)

37) Claudia Angioletti (Miss Bizarre Umbria)

38) Crisina Santangelo (Miss Bizarre Lazio)

39) Annalisa Bontempi (Miss Bizarre Marche)

40) Elisabetta Costa (Miss Veneto) 

41) Ivana Giubilato (Miss Sicilia)

42) Soccorsa Popolo (Miss Cinema Puglia)

## Riserve
43) Angelina Veltri (Miss Eleganza Calabra)